# Echis omanensis
Echis omanensis är en ormart som beskrevs av Babocsay 2004. Echis omanensis ingår i släktet Echis och familjen huggormar. IUCN kategoriserar arten globalt som livskraftig. Inga underarter finns listade i Catalogue of Life.
Arten förekommer på sydöstra Arabiska halvön i Oman och Förenade Arabemiraten. Echis omanensis vistas i låglandet och i bergstrakter upp till 800 meter över havet. Ormen lever i torra och klippiga områden med glest fördelad växtlighet.
Individerna är aktiva på natten och de äter mindre ryggradsdjur. Honor lägger troligen ägg.